# Recuerdos y bellezas de España
Recuerdos y bellezas de España és un conjunt d'obres literàries, d'un total de deu volums editats entre 1839 i 1865, que exemplifiquen el romanticisme arqueològic i medieval que s'origina amb especial força a la Catalunya del segon quart del segle xix.

## Cronologia i autoria
El primer volum, publicat el 1839 per la impremta de Joaquín Verdaguer de Barcelona, porta per títol: Recuerdos y Bellezas de España. Obra destinada para dar a conocer sus monumentos, antigüedades, paisajes, etc., con láminas dibujadas del natural y litografiadas por F. J. Parcerisa y acompañadas con texto de P. Piferrer. Principado de Cataluña. Comprende las provincias de Barcelona, Gerona, Tarragona y Lérida.
El treball conjunt de Pau Piferrer i Fàbregas i Francesc Xavier Parcerisa va continuar en el següent volum, dedicat a Mallorca (1842), i en gran part del tercer, que centra de nou la seva atenció en Catalunya (1848), i el text del qual va haver de completar Francesc Pi i Margall.
En els següents volums, sempre amb litografies de Parcerisa, trobem els dedicats a diferents regions espanyoles: Aragón (1844), amb textos de Josep Maria Quadrado; Granada (1850), de Pi i Margall; Castilla la Nueva (1853), i Asturias y León (1855), també de Quadrado; Córdoba (1855), i Sevilla y Cádiz (1856), de Pedro de Madrazo; i una altra més de Quadrado que tanca la sèrie amb el volum dedicat a Salamanca, Ávila i Segovia (1865).

## Origen ideològic

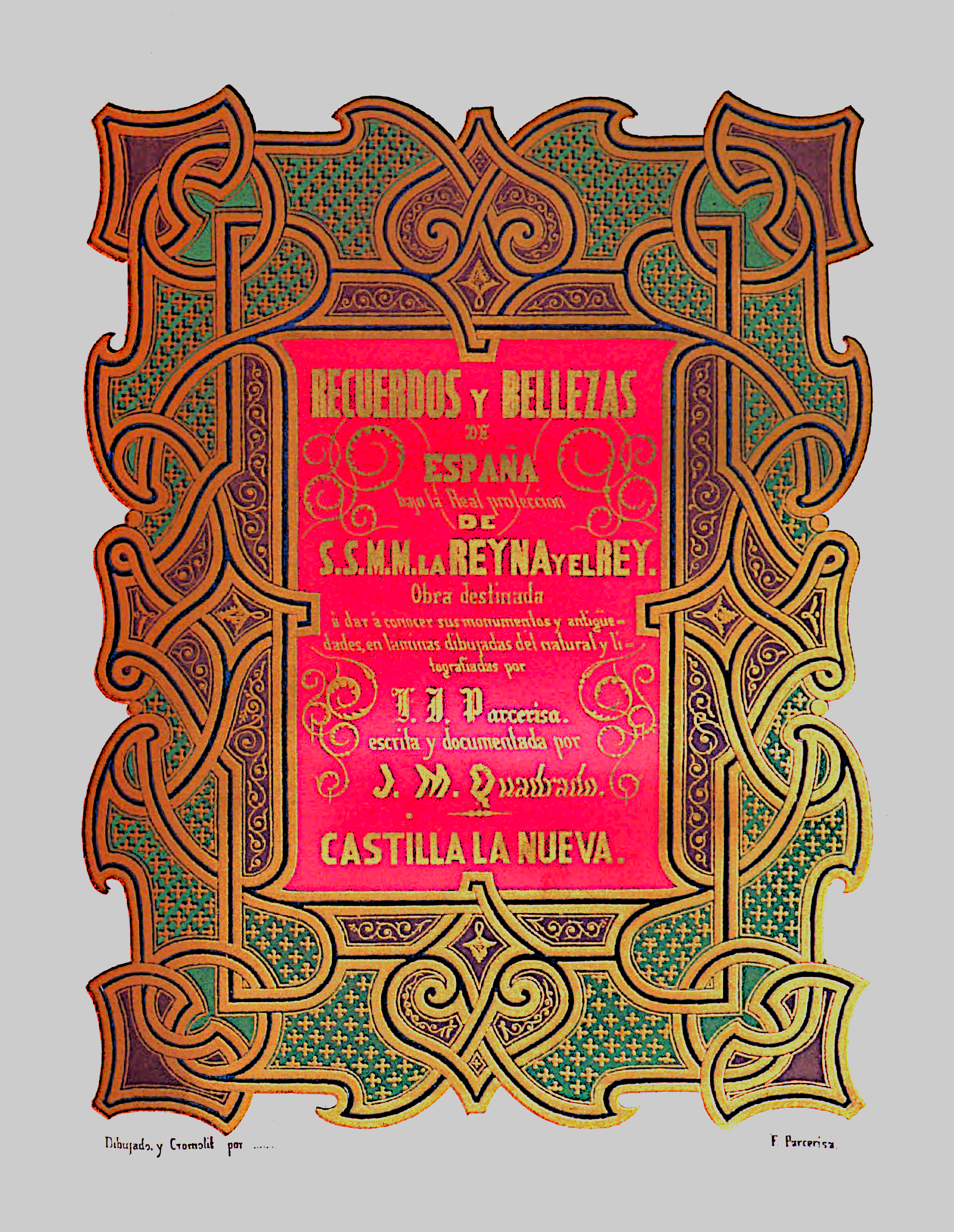
Portada de Recuerdos y bellezas de España. Castilla La Nueva (1853).

L'obra, unió de text i imatge, intenta rescatar un passat monumental al mateix temps que n'evoca una visió heroica. És portadora d'una ideologia que troba en l'edat mitjana aquells valors que el racionalisme del segle xviii ha amenaçat donant pas al positivisme i ateisme.
Els intel·lectuals i artistes que participen en aquest projecte, que exemplifiquen l'esperit de la seva època i especialment el de la Barcelona del primer romanticisme, contribueixen amb ell a la recuperació d'un patrimoni cultural després d'una etapa de revolucions, una restauració moguda per l'idealisme poètic i per un gran afany d'investigació.
La fe catòlica que van professar els puristes catalans del primer romanticisme i Piferrer en concret, troben en les obres gòtiques una unió perfecta de plaer estètic i expressió del cristianisme, creences que ja havien formulat a França pensadors com Chateaubriand.
La potència sentimental del text de Piferrer el farà convertir-se en l'estendard del romanticisme més exaltat, que dona un lloc preeminent al concepte de misteri i a les profundes experiències religioses.
Aquest text mostra la capacitat de Pau Piferrer per desentranyar el simbolisme de l'art medieval. Amb ell prova de demostrar que aquest art és preeminentment cristià. Així explica com la vertical predominant tradueix el sentiment d'elevació cap al diví, la creu que forma la planta i la de l'altar es relacionen amb la Trinitat, la robustesa de l'Alta Edat Mitjana era símbol de la fortalesa de l'església com a institució i els seus interiors eren foscos per incitar a l'oració.
En la introducció de Records el mateix Piferrer expressa la seva preocupació per la pèrdua monumental en el moment de convulsió política i social que viu.
Aquest caràcter fortament poètic serà matisat per la següent obra de Pi i Margall, i suplantat pel rigor històric dels textos de Quadrado i Madrazo en les següents edicions.

### La influència de Pau Milà

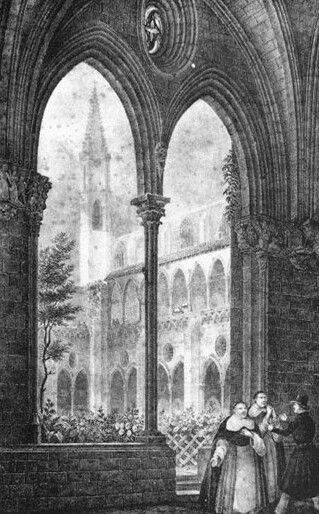
Il·lustració Santa Caterina

La figura de Pau Milà i Fontanals és clau en la difusió dels nous corrents estètics. Al seu retorn de Roma, on coneix les teories puristes, començarà una productiva activitat intel·lectual mitjançant la qual difon una teoria estètica pròpia, que analitza el contingut espiritual de l'art i que beu en gran manera d'autors com Goethe, Schiller o els germans Schlegel. Unes idees estètiques que seran assumides pel seu germà Manuel Milà i el seu amic Pau Piferrer.
Al costat dels germans Milà, que duen a terme importantíssimes campanyes per a la conservació i restauració de monuments, Piferrer inicia la seva pròpia recuperació del passat medieval a partir de la perspectiva lingüística.
Els germans Milà seran els mateixos que posin en contacte a Parcerisa amb Piferrer quan aquest primer els presenta el seu projecte per la creació dels Recuerdos.
Pau Milà serà a més un factor decisiu en la catalogació dels edificis medievals de l'obra. Milà fa gala una vegada més de la seva capacitat pedagògica per donar a Piferrer els coneixements necessaris pel que fa a estils, terminologies i bibliografia, per tal que el seu discurs a Recuerdos sigui meticulós i culte.

### Pau Piferrer i Víctor Hugo
Si bé és cert que existeix una tendència conservadora constant entre els romàntics catalans, entre els quals només es pot detectar un curt període revolucionari, veurem com a la figura de Piferrer es manté una posició historiogràfica fortament influenciada per l'arqueologia francesa.
Recuerdos és exemple de l'abast en aquest autor de la influència que hi exerceix Víctor Hugo, i més concretament la seva popular novel·la històrica Notre-Dame de Paris.
Com apunten R. Grau i M. López, la relació entre Piferrer i Hugo motiva l'aparició en els seus textos d'idees paral·leles entorn de l'art com a expressió de l'evolució històrica, l'art total i el predomini de l'arquitectura fins al segle xv. Idees que Piferrer adapta gairebé de manera literal en diversos casos: 
« Alors, quiconque naissait poète se faisait architecte. (...) Tous les autres arts abéissaient et se mettaient en discipline sous l'architecture. C'étaient les ouvriers du grand oeuvre. L'architecte, le poète, le mâitre totalisait en sa personne la sculpture qui lui ciselait ses façades, la peinture qui lui enluminait ses vitraux la musique qui mettait sa cloche en branle et soufflait dans ses orgues. Il n'y avait pas jusqu'à la pauvre poésie proprement dite, celle qui s'obstinait à végéter dans les manuscrits, qui ne fut obligée pour être quelque chose de venir s'encadrer dans l'édifice sous la forme d'hymne ou de prose.»
«Entonces la arquitectura es el arte-madre, el arquitecto es el poeta, es todo; porque, ¿qué hacen las demás artes? La escultura le cincela sus gárgolas, follajes, fachadas y capiteles; la pintura adorna sus retablos, ilumina sus vidrieras y las claves de sus bóvedas; hasta la música, tan poderosa en nuestros días, se amalgama con la poesía, e hinche sus naves del canto de la prosa, acompañada de la armonía del órgano y del diapasón de las campanas que se derrumba desde lo alto.»

## Inici del projecte
El mateix Parcerisa explica, en el text de colofó del primer volum, com va decidir abandonar la seva dedicació a l'adorn industrial després de conèixer una obra de Chateaubriand en la qual l'autor incloïa una esplèndida descripció de l'Alhambra. Aquest text el va inspirar per iniciar aquest projecte amb una sèrie de viatges per diferents zones del país amb la intenció de plasmar els monuments antics i amenaçats.
En una segona etapa va aprendre la tècnica de la litografia, que no coneixia amb anterioritat, i va conèixer Piferrer, el qual responia perfectament a la seva idea del que havia de ser el text: poètic i apassionat.
Junts van emprendre de nou el viatge per les províncies, que després continuaria Parcerisa amb Pi i Maragall, Quadrado i Madrazo.

## Models i fonts

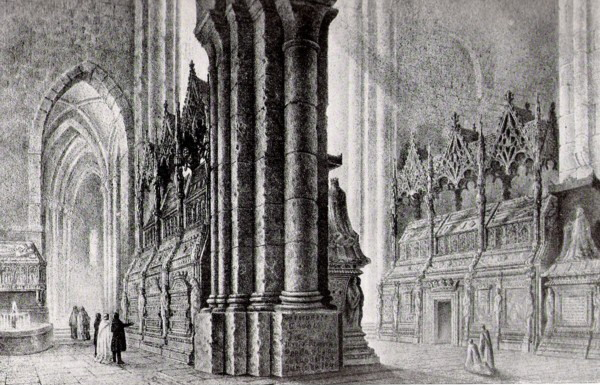
Il·lustració Poblet

El gravat i la il·lustració literària cobrarà un important valor durant el romanticisme. Aquests mètodes que permeten una ràpida difusió de l'obra seran molt usuals al territori europeu del segle xix. La unió d'imatges evocadores i text líric es donen suport mutu en una espècie d'obra d'art total avant la lettre.
Immersos en un nou clima romàntic que s'estén pel territori de l'Estat espanyol, Piferrer i Parcerisa volen recuperar la glòria d'una època passada a la manera de certes publicacions estrangeres, en les quals era usual la unió d'imatge i text, i que aquí suposarà una novetat.
La influència de la literatura i el pensament europeu del primer terç del segle xii van incidir amb força a Barcelona. Mostra d'això és la publicació de El Europeo, que durant la seva breu existència va servir per difondre i assentar la base teòrica del primer romanticisme.
S'estableixen dues vies principals: la rebel i reivindicativa, representada per les obres d'Hugo i Alexandre Dumas, i la històrico-arqueològica, amb les paraules de Friedrick Schlegel, Walter Scott i Friedrich von Schiller com a estendards. Aquest segon vessant, més moderat i conservador, serà el que s'establirà finalment com a dominant durant el període romàntic català.
Entre el grup de publicacions que van servir a la formació i difusió del romanticisme català cal destacar El Vapor, de caràcter conservador, en el qual van col·laborar tant Piferrer com Manuel Milà i Fontanals, i El Museo de las Familias, que pot ser considerat un precedent coetani de Recuerdos pels seus petits articles sobre monuments acompanyats de gravats.
Entre els models estrangers que mostren una nova mirada sobre el territori espanyol destaquen el Voyage Pittoresque et historique de l'Espagne, del francès A. de Laborde, en 1806, i l'obra de l'anglès David Roberts, de 1837, Picturesque views in Spain.
Altres models espanyols, també citats pels autors, són el Viage a España de Ponz (1776), el Viaje Literario de Villanueva (1803-1852), i el Viaje artístico a varios pueblos de España de Bosarte (1804). Obres, però, que encara s'allunyen del to poètic romàntic amb què Piferrer convertirà les seves vistes en visions moralitzadores i espirituals.
Entre les fonts històriques catalanes es troben Antoni de Capmany, Pròsper de Bofarull o Jeroni Pujades. A més se citen autors clàssics com Estrabó, Pausanias, Tàcit i Cèsar, i autors de l'àmbit espanyol com a J. A. Ceán Bermúdez, el padre Flórez, Jovellanos, Llaguno i Zurita.

## Impacte i transcendència
Aquesta obra, que recuperava i enaltia la visió dels monuments abans poc valorats, coincideix en el moment de la seva publicació amb les reivindicacions dels primers romàntics per a la seva restauració i conservació, aparició paral·lela a la irrupció de la Comissió de Monuments, que aviat augmentarà els seus efectes a partir de la creació d'organismes provincials. Aquest ambient va motivar un bon acolliment per a Recuerdos, que va gaudir d'una bona popularitat des de la seva publicació.
La intenció principal de tots dos autors va ser la de captar tot allò que s'havia conservat, davant d'una possible pèrdua, i restaurar mitjançant la imaginació allò que ja s'havia perdut. Una expressió exaltada que va saber transmetre l'amor per unes obres injustament menyspreuades.
La reivindicació de la valoració monumental medieval consolidarà el romanticisme històric i fomenta en el pensament general de l'època una clara decantació cap al sentiment per sobre de la raó. Pensament que ensenyarà a la societat a consumir art des d'una perspectiva personal.
Després de Recuerdos van veure la llum un gran nombre de publicacions de diferents tipus que popularitzaven les descripcions dels monuments importants i relataven les llegendes pròpies de cada territori. La transcendència d'aquesta obra pot mesurar-se en altres posteriors com España pintoresca y artística de F. de Paula van Halin (1844), Sevilla pintoresca... d'Amador de los Rios (1844) o Barcelona Antigua y Moderna... de Pi i Arimon (1854).